# XProc
XProc est une recommandation  du W3C qui vise à définir un langage de transformation XML permettant de construire des pipelines XML.

## Implémentations
Il existe déjà des implémentations de la norme :
- Calabash, une implémentation en Java par Norman Walsh disponible en Open Source. Calabash est construit sur l'API de Saxon et utilise XPath 2.0 comme langage par défaut.
- Calumet, une implémentation en Java par EMC et est disponible gratuitement pour les développeurs.
- QuiXProc, une implémentation en Java par Innovimax disponible en Open Source intégrant le parallélisme et le streaming.
- Tubular, une implémentation en Java disponible en Open Source basée sur des objets immuables de façon à faciliter l'ajout du parallélisme et à minimiser les interblocages
- xprocxq, une implémentation en XQuery en Open Source développée sur eXist, la base de données XML